# Nesselande (Metro de Roterdão)
Nesselande é uma das estações terminais da linha Caland do metro de Roterdão, nos Países Baixos.
Nesselande é uma nova extensão no lado leste da cidade de Roterdão, na Holanda do Sul, na Holanda. É parte do bairro do príncipe Alexandre. Anteriormente Zevenhuizen-Moerkapelle, consiste de três áreas de desenvolvimento: Tuinstad, Badplaats e Waterwijk. No lado sul, localizado perto da auto-estrada A20, haverá um negócios de modesta, para formar um tampão lógica entre as auto-estradas e da habitação. Dentro do desenvolvimento de um novo parque ecológico conhecido como 'Rietveldpark' irá fornecer para o elemento natural.